# Lisle-sur-Tarn
Pour les articles homonymes, voir Lisle.
Lisle-sur-Tarn (en occitan L'Illa d'Albigés), connu sous la Révolution sous le nom de Lisle-du-Tarn, est une commune française située dans le département du Tarn, en région Occitanie. Sur le plan historique et culturel, la commune est dans le Gaillacois, un pays qui doit sa notoriété à la qualité de ses vins.
Exposée à un climat océanique altéré, elle est drainée par le Tarn, le Tescou, le ruisseau des Rodes, le ruisseau de Fongisquelle, le ruisseau de Marguestal, le ruisseau de Rabistau et par divers autres petits cours d'eau. La commune possède un patrimoine naturel remarquable composé de trois zones naturelles d'intérêt écologique, faunistique et floristique.
Lisle-sur-Tarn est une commune rurale qui compte 4 857 habitants en 2022. Elle est dans l'unité urbaine de Lisle-sur-Tarn et fait partie de l'aire d'attraction de Toulouse. Ses habitants sont appelés les Lislois ou  Lisloises.

## Géographie

### Localisation
Bastide du XIIIe siècle, située sur les bords du Tarn, au cœur du vignoble gaillacois, Lisle-sur-Tarn jouit d'une situation privilégiée entre Toulouse et Albi.

### Communes limitrophes
Les communes limitrophes sont  Castelnau-de-Montmiral, Gaillac, Loupiac, Montans, Puycelsi, Rabastens et Salvagnac.
Lisle-sur-Tarn est limitrophe de sept autres communes.
| Puycelsi  | Castelnau-de-Montmiral |         |
| Salvagnac | Lisle-sur-Tarn         | Gaillac |
| Rabastens | Loupiac                | Montans |

### Géologie et relief
Sa superficie de 8 656 ha en fait une des plus grandes communes du département. Elle abrite la forêt de Sivens et une zone humide de 13 ha. En septembre 2014, des travaux de déboisement et de terrassement débutent afin d'y construire un barrage destiné à créer un réservoir d'eau de 1,5 million de m3.

### Voies de communication et transports
La ville est desservie par l'autoroute A68 et la route départementale 988.
La gare de Lisle-sur-Tarn est une gare voyageurs de la Société nationale des chemins de fer français (SNCF) du réseau TER Occitanie, desservie par des trains express régionaux qui effectuent des missions entre les gares de Toulouse-Matabiau et de Carmaux, Rodez ou Capdenac.
La ligne 702 du réseau régional liO assure également la desserte de la ville, en la reliant à Albi et à Saint-Sulpice-la-Pointe.
Et l'aérodrome de Gaillac - Lisle-sur-Tarn (aviation légère).

### Hydrographie

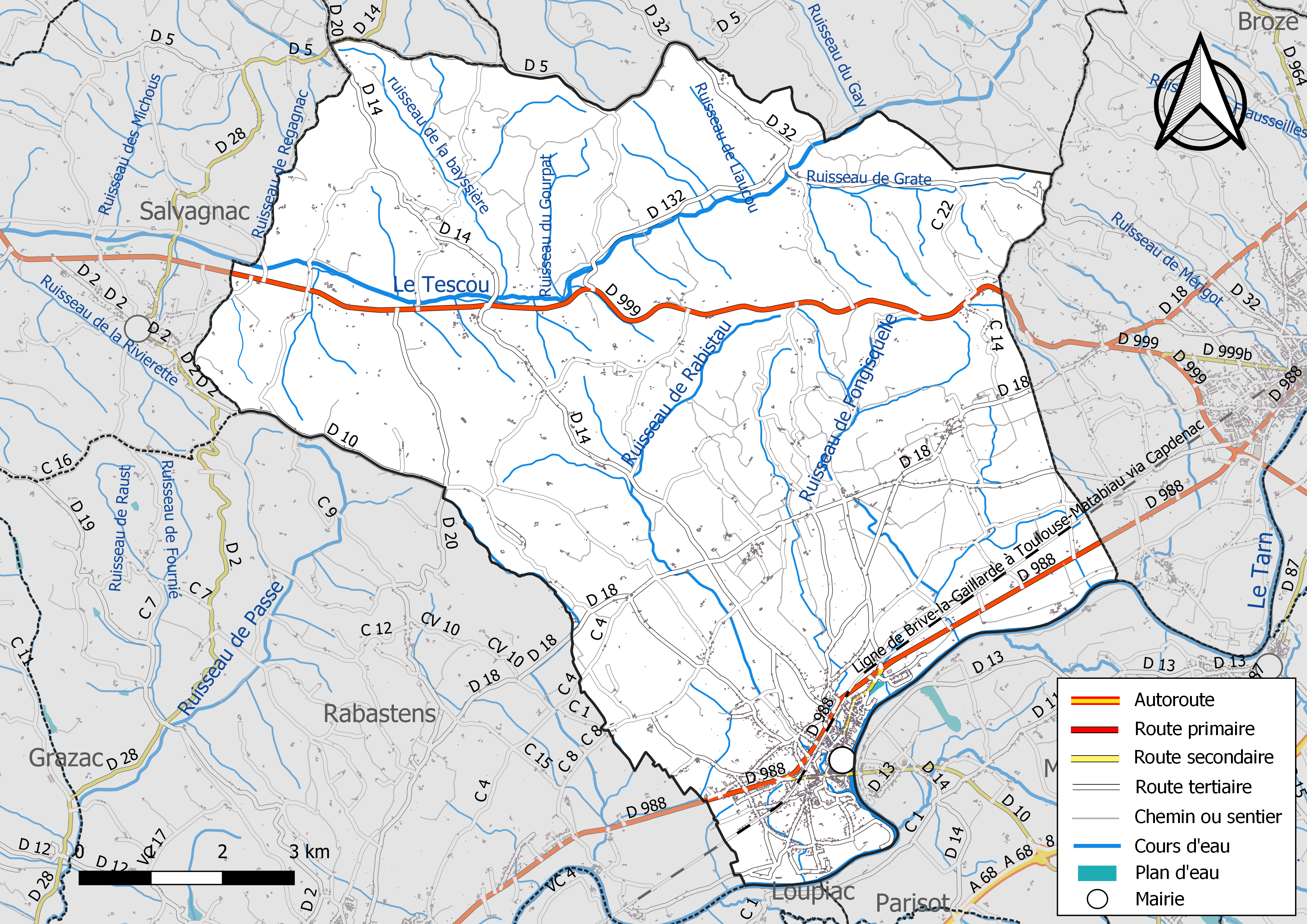
Réseaux hydrographique et routier de Lisle-sur-Tarn.

La commune est dans le bassin de la Garonne, au sein du bassin hydrographique Adour-Garonne. Elle est drainée par le Tarn, le Tescou, le ruisseau des Rodes, le ruisseau de Fongisquelle, le ruisseau de Marguestal, le ruisseau de Rabistau, un bras du Tescou, le ruisseau Dal Sable, le ruisseau de Fontjalabert, le ruisseau de Grate, le ruisseau de Jappo, le ruisseau de la bayssière, le ruisseau de la Fargue, et par divers petits cours d'eau, qui constituent un réseau hydrographique de 103 km de longueur totale,.
Le Tarn, d'une longueur totale de 380 km, prend sa source sur le mont Lozère, dans le nord de la commune du Pont de Montvert - Sud Mont Lozère en Lozère, et se jette dans la Garonne à Saint-Nicolas-de-la-Grave, en Tarn-et-Garonne.
Le Tescou, d'une longueur totale de 48,8 km, prend sa source dans la commune de Castelnau-de-Montmiral et s'écoule d'est en ouest. Il traverse la commune et se jette dans le Tarn à Montauban, après avoir traversé 13 communes.
Le ruisseau des Rodes, d'une longueur totale de 11,8 km, prend sa source dans la commune de Peyrole et s'écoule du sud-est vers le nord-ouest. Il traverse la commune et se jette dans le Tarn sur le territoire communal, après avoir traversé 4 communes.

### Climat
Pour des articles plus généraux, voir Climat de l'Occitanie et Climat du Tarn.
En 2010, le climat de la commune est de type climat du Bassin du Sud-Ouest, selon une étude du Centre national de la recherche scientifique s'appuyant sur une série de données couvrant la période 1971-2000. En 2020, Météo-France publie une typologie des climats de la France métropolitaine dans laquelle la commune est exposée à un climat océanique altéré et est dans la région climatique Aquitaine, Gascogne, caractérisée par une pluviométrie abondante au printemps, modérée en automne, un faible ensoleillement au printemps, un été chaud (19,5 °C), des vents faibles, des brouillards fréquents en automne et en hiver et des orages fréquents en été (15 à 20 jours).
Pour la période 1971-2000, la température annuelle moyenne est de 13,2 °C, avec une amplitude thermique annuelle de 15,8 °C. Le cumul annuel moyen de précipitations est de 705 mm, avec 10,6 jours de précipitations en janvier et 5 jours en juillet. Pour la période 1991-2020, la température moyenne annuelle observée sur la station météorologique de Météo-France la plus proche, « Lavaur », sur la commune de Lavaur à 17 km à vol d'oiseau, est de 13,6 °C et le cumul annuel moyen de précipitations est de 701,8 mm. 
La température maximale relevée sur cette station est de 42,6 °C, atteinte le 23 août 2023 ; la température minimale est de −18 °C, atteinte le 17 janvier 1987,,.
Les paramètres climatiques de la commune ont été estimés pour le milieu du siècle (2041-2070) selon différents scénarios d'émission de gaz à effet de serre à partir des nouvelles projections climatiques de référence DRIAS-2020. Ils sont consultables sur un site dédié publié par Météo-France en novembre 2022.

### Milieux naturels et biodiversité
L’inventaire des zones naturelles d'intérêt écologique, faunistique et floristique (ZNIEFF) a pour objectif de réaliser une couverture des zones les plus intéressantes sur le plan écologique, essentiellement dans la perspective d’améliorer la connaissance du patrimoine naturel national et de fournir aux différents décideurs un outil d’aide à la prise en compte de l’environnement dans l’aménagement du territoire.
Une ZNIEFF de type 1 est recensée sur la commune :
la « forêt de Sivens » (1 409 ha), couvrant 3 communes du département et deux ZNIEFF de type 2, : 
- la « basse vallée du Tarn » (3 623 ha), couvrant 49 communes dont huit dans la Haute-Garonne, 20 dans le Tarn et 21 dans le Tarn-et-Garonne[19] ;
- la « forêt de Sivens et coteaux boisés alentours [sic] » (5 385 ha), couvrant 5 communes du département[20].

Carte des ZNIEFF de type 1 et 2 à Lisle-sur-Tarn.
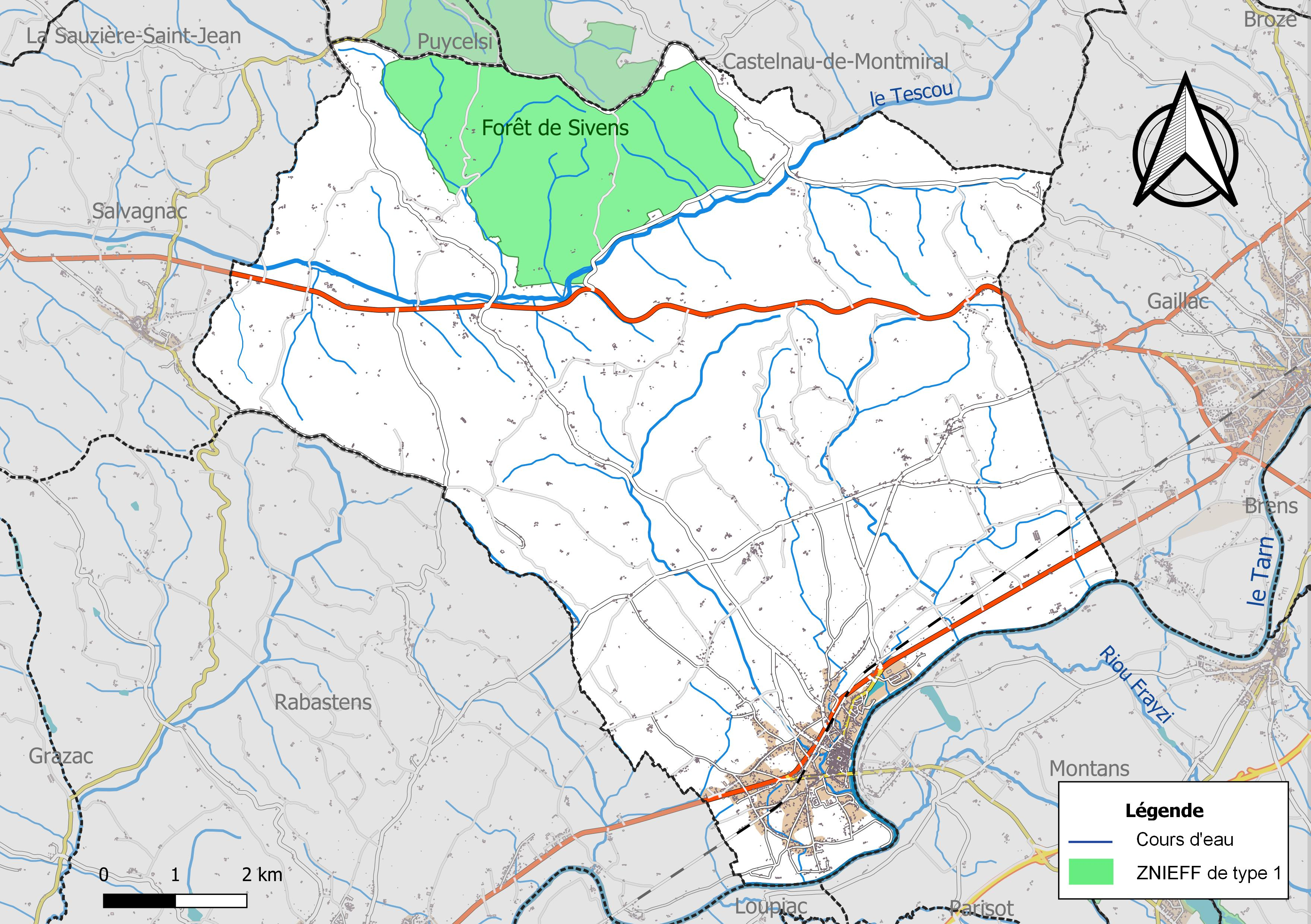
Carte de la ZNIEFF de type 1 sur la commune.
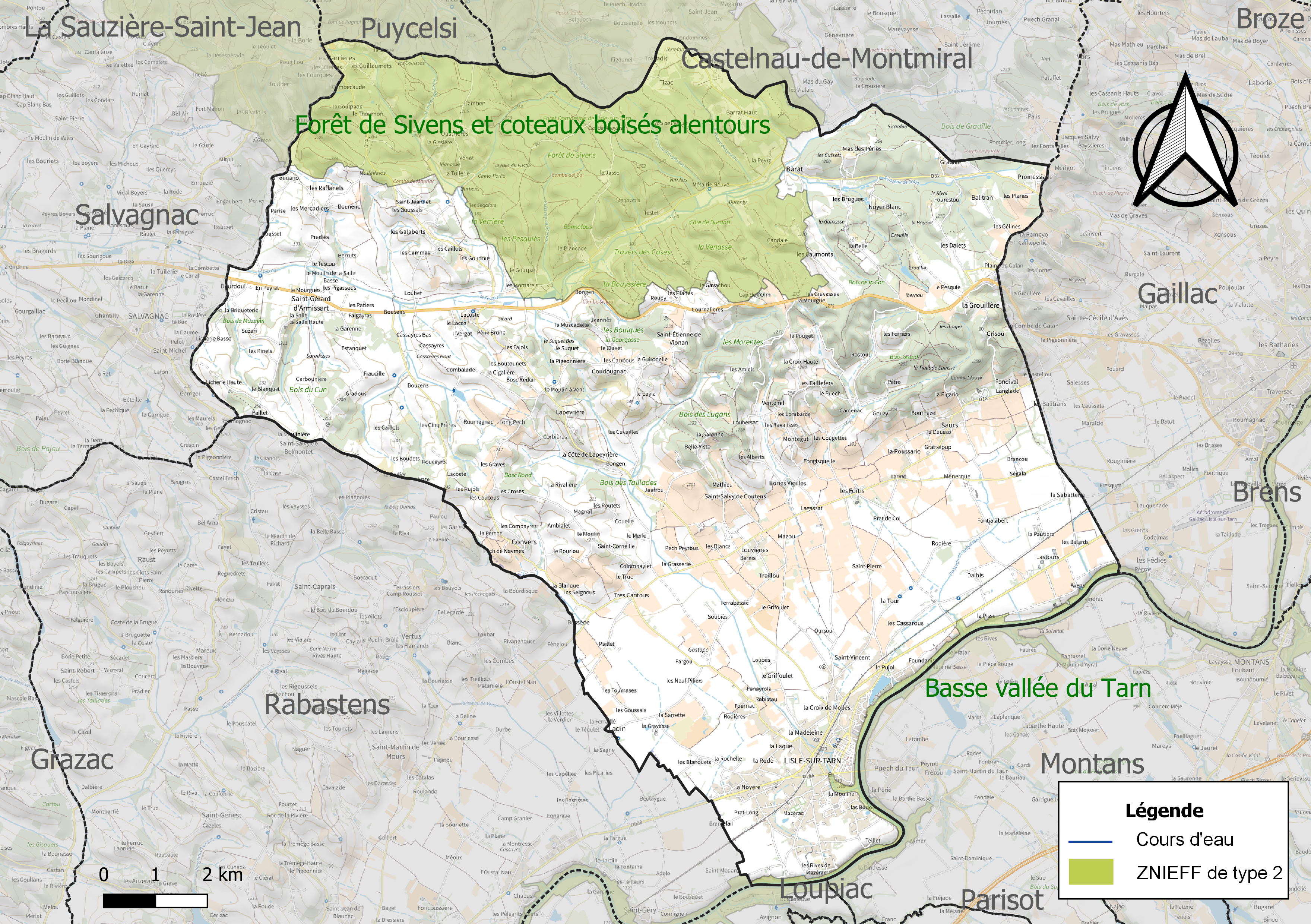
Carte des ZNIEFF de type 2 sur la commune.

## Urbanisme

### Typologie
Au 1er janvier 2024, Lisle-sur-Tarn est catégorisée bourg rural, selon la nouvelle grille communale de densité à sept niveaux définie par l'Insee en 2022.
Elle appartient à l'unité urbaine de Lisle-sur-Tarn, une unité urbaine monocommunale constituant une ville isolée,. Par ailleurs la commune fait partie de l'aire d'attraction de Toulouse, dont elle est une commune de la couronne,. Cette aire, qui regroupe 527 communes, est catégorisée dans les aires de 700 000 habitants ou plus (hors Paris),.

### Occupation des sols
L'occupation des sols de la commune, telle qu'elle ressort de la base de données européenne d’occupation biophysique des sols Corine Land Cover (CLC), est marquée par l'importance des territoires agricoles (67 % en 2018), une proportion sensiblement équivalente à celle de 1990 (67,2 %). La répartition détaillée en 2018 est la suivante : 
forêts (29,4 %), terres arables (23,5 %), cultures permanentes (18,5 %), zones agricoles hétérogènes (12,9 %), prairies (12,1 %), zones urbanisées (2,8 %), eaux continentales (0,5 %), zones industrielles ou commerciales et réseaux de communication (0,3 %). L'évolution de l’occupation des sols de la commune et de ses infrastructures peut être observée sur les différentes représentations cartographiques du territoire : la carte de Cassini (XVIIIe siècle), la carte d'état-major (1820-1866) et les cartes ou photos aériennes de l'IGN pour la période actuelle (1950 à aujourd'hui).

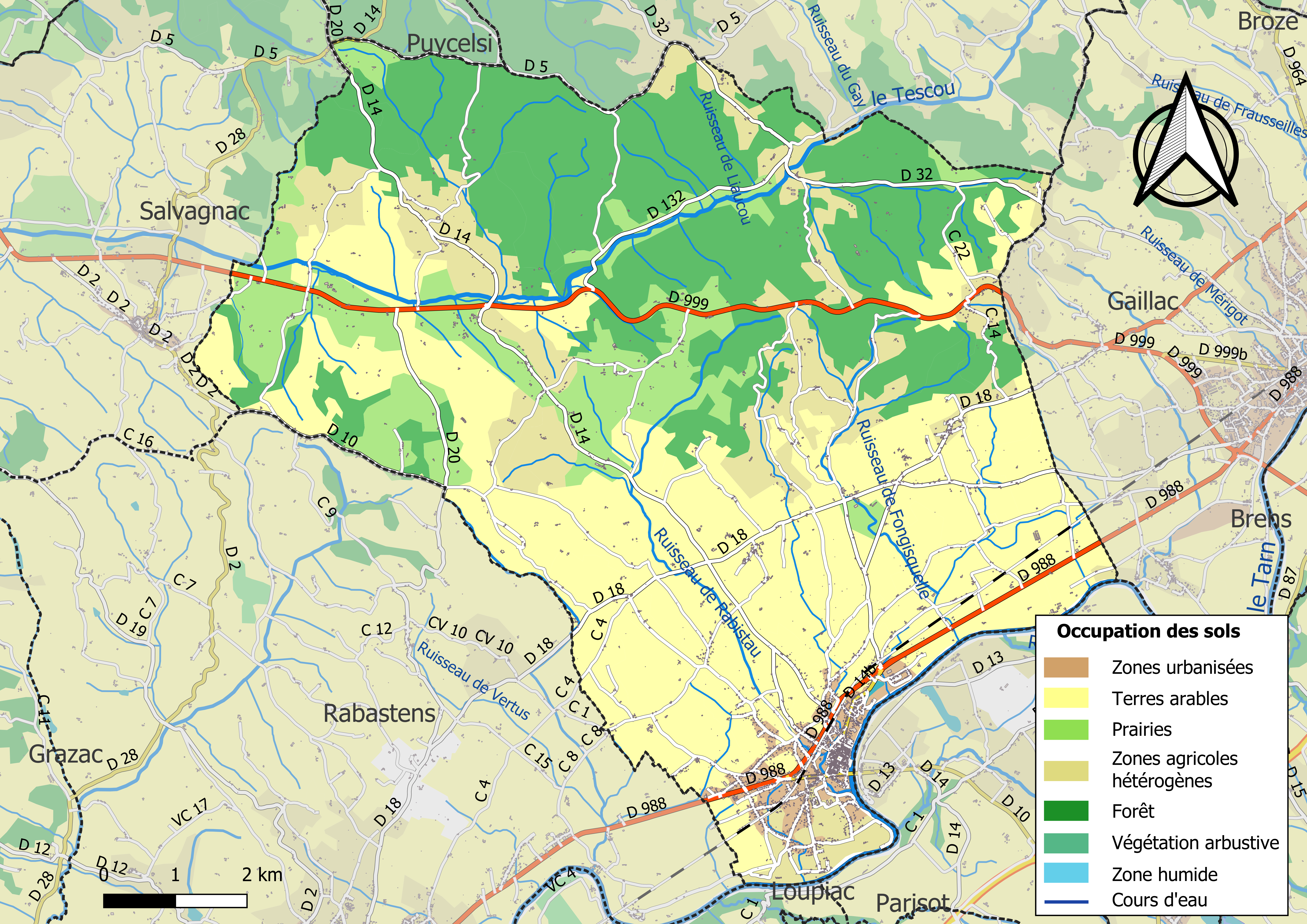
Carte des infrastructures et de l'occupation des sols de la commune en 2018 (CLC).

### Risques majeurs
Le territoire de la commune de Lisle-sur-Tarn est vulnérable à différents aléas naturels : météorologiques (tempête, orage, neige, grand froid, canicule ou sécheresse), inondations, feux de forêts, mouvements de terrains et séisme (sismicité très faible). Il est également exposé à deux risques technologiques,  le transport de matières dangereuses et la rupture d'un barrage. Un site publié par le BRGM permet d'évaluer simplement et rapidement les risques d'un bien localisé soit par son adresse soit par le numéro de sa parcelle.

#### Risques naturels
Certaines parties du territoire communal sont susceptibles d’être affectées par le risque d’inondation par débordement de cours d'eau, notamment le Tarn, le Tescou et le ruisseau des Rodes. La cartographie des zones inondables en ex-Midi-Pyrénées réalisée dans le cadre du XIe Contrat de plan État-région, visant à informer les citoyens et les décideurs sur le risque d’inondation, est accessible sur le site de la DREAL Occitanie. La commune a été reconnue en état de catastrophe naturelle au titre des dommages causés par les inondations et coulées de boue survenues en 1982, 1994, 1996, 2003 et 2014,.
Lisle-sur-Tarn est exposée au risque de feu de forêt du fait de la présence sur son territoire. En 2022, il n'existe pas de Plan de Prévention des Risques incendie de forêt (PPRif). Le débroussaillement aux abords des maisons constitue l’une des meilleures protections pour les particuliers contre le feu,.

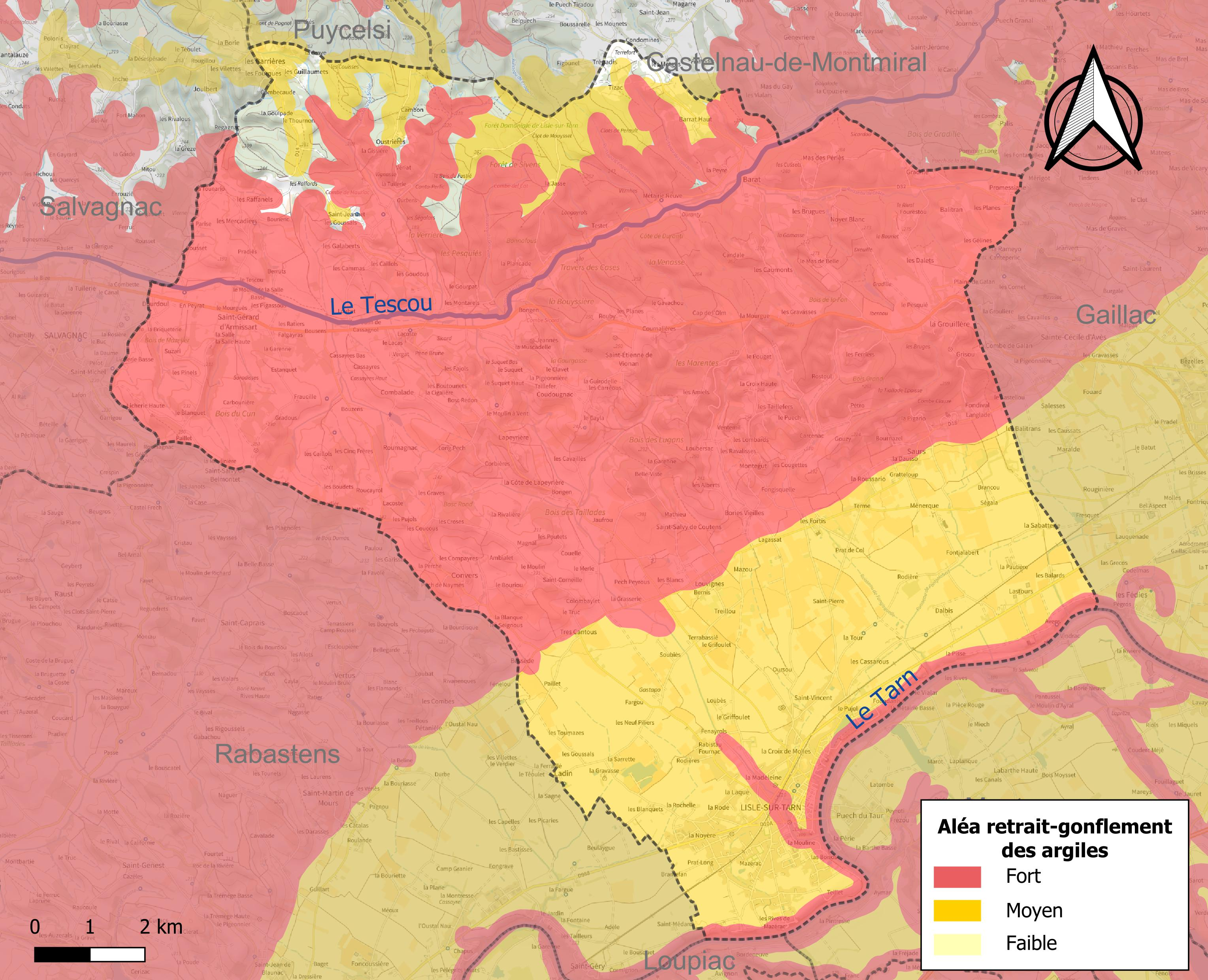
Carte des zones d'aléa retrait-gonflement des sols argileux de Lisle-sur-Tarn.

La commune est vulnérable au risque de mouvements de terrains constitué principalement du retrait-gonflement des sols argileux. Cet aléa est susceptible d'engendrer des dommages importants aux bâtiments en cas d’alternance de périodes de sécheresse et de pluie. 97,3 % de la superficie communale est en aléa moyen ou fort (76,3 % au niveau départemental et 48,5 % au niveau national). Sur les 2 137 bâtiments dénombrés sur la commune en 2019, 2 128 sont en aléa moyen ou fort, soit 100 %, à comparer aux 90 % au niveau départemental et 54 % au niveau national. Une cartographie de l'exposition du territoire national au retrait gonflement des sols argileux est disponible sur le site du BRGM,.
Par ailleurs, afin de mieux appréhender le risque d’affaissement de terrain, l'inventaire national des cavités souterraines permet de localiser celles situées sur la commune.
Concernant les mouvements de terrains, la commune a été reconnue en état de catastrophe naturelle au titre des dommages causés par la sécheresse en 1989, 1998, 2002, 2003, 2010, 2012, 2016 et 2017 et par des mouvements de terrain en 2015.

#### Risques technologiques
Le risque de transport de matières dangereuses sur la commune est lié à sa traversée par des infrastructures routières ou ferroviaires importantes ou la présence d'une canalisation de transport d'hydrocarbures. Un accident se produisant sur de telles infrastructures est susceptible d’avoir des effets graves sur les biens, les personnes ou l'environnement, selon la nature du matériau transporté. Des dispositions d’urbanisme peuvent être préconisées en conséquence.
La commune est en outre située en aval d'un barrage de classe A. À ce titre elle est susceptible d’être touchée par l’onde de submersion consécutive à la rupture de cet ouvrage.

## Toponymie
L'isle a dû désigner une ville entourée de fossés.

L'isle est à prendre, aujourd'hui, comme « île » au sens de « clairière, zone défrichée » et non au sens de terre entourée d'eau.
Le nom du Tarn dérive d'un hydronyme pré-celtique, tar.

## Histoire

### Moyen Âge
Le site de Montaigut est un village fortifié sur le chemin du pèlerinage de Saint-Jacques-de-Compostelle. Son seigneur est vassal des comtes de Toulouse. Durant la croisade des Albigeois, le nord du Tarn, fidèle au comte de Toulouse Raymond VI, puis Raymond VII, est le siège de chevauchées destructrices de la part des croisés de Simon de Montfort.
Lors du traité de Meaux-Paris qui met fin aux combats en 1229, ordre est donné de démanteler les remparts. D'après les archives de Lisle, les habitants sont alors venus s'installer près d'un ermitage et d'un château connu sous le nom de Castel de Belbézé. Avec le consentement du comte de Toulouse, une ville nouvelle (bastide) est créée pour abriter les anciens habitants du « castel » de Montaigut et pour répondre à une augmentation de la population. La bastide est entourée de murailles et de fossés. Les habitants ont appelé la bastide La Yla, L'Ile, à cause de sa situation au bord de la rivière et la présence de ruisseaux qui l'entourent. Quatre consuls sont élus chaque année le 1er dimanche d'août. Ils ont obtenu plusieurs privilèges : bâtir des moulins, un embarcadère, d'établir un droit de péage sur les marchandises qui y passaient par eau et par terre, d'avoir des foires et des marchés, un siège de justice avec un bailli et un notaire, mais avec le paiement d'un droit d'albergue de 50 livres, trois deniers de censive annuelle par maison du prix des lods, ventes ou échanges, un denier d'or sur les boucheries et une obole d'or sur le bac du Tarn. Le nom de Lisle apparaît pour la première fois dans un acte de 1249. Ces privilèges sont confirmés par Philippe III le Hardi et Charles V, en 1364. Les coutumes sont confirmées en 1462, 1543, 1613 et 1636. Les consuls avaient un conseil privé de 12 membres et un conseil général de 48 membres chargé de voter l'impôt. En 1257, la baillie de Lisle est assez importante pour être affermée 200 livres tournois.
Après la mort d'Alphonse de Poitiers, la bastide et ses dépendances entrent dans le domaine de la Couronne.
Une bulle du pape Nicolas IV du 17 juin 1291 accorde une indulgence de 405 jours à ceux qui visitent l'église Notre-Dame de Lisle aux fêtes de la Vierge, de Saint-Barnabé et de Saint-Blaise.
Bien qu'on n'ait pas trouvé les actes de fondation, on sait que les couvents des Augustins et des dames religieuses de Sainte-Croix existaient au XIVe siècle.
Vers 1365, les consuls et les habitants refusent l'entrée dans la ville des troupes du roi. En 1374, la peste et la guerre déciment la population de la bastide, ce qui conduit Charles V à réduire le nombre de feux imposables à 103.
La navigation est établie sur le Tarn jusqu'à Gaillac au XIIIe siècle. Les habitants de Gaillac, de Rabastens et de Lisle pouvaient faire transporter jusqu'au port de Bordeaux les vins de pays appelés vins de marque car les tonneaux étaient marqués du sceau de la ville d'où ils partaient. Le 14 décembre 1284, une transaction est passée entre Jean de Grolh, sénéchal d'Aquitaine, et les consuls de Toulouse, Moissac, Rabastens, Montauban, Gaillac, Lisle et Villemur, au sujet des droits de péage pour chaque tonneau de vin transporté à Bordeaux. Cet accord est approuvé le 24 décembre 1286 par le roi Édouard Ier.
Le roi Jean II le Bon a accordé, en 1352, aux habitants sur proposition de Bertrand, prieur de Saint-Martin, réformateur général en Languedoc, et Gérard de Montfaucon, sénéchal de Toulouse, la confirmation de leurs coutumes et le privilège de ne pouvoir jamais être aliénés du domaine de la Couronne. Le château de Belbèze est compris dans la juridiction de Lisle.
En 1440, le bâtard de Béarn, Jean Salazar, et d'autres chefs de compagnies de routiers, se sont emparés de Lisle. Ils traitèrent avec le  vicomte de Lomagne en promettant de se réunir aux armées du roi.
En décembre 1466, Louis XI a maintenu les habitants de Rabastens et de Lisle dans leurs franchises pour la vente et le transport de leurs vins à Bordeaux.
Des troupes composées de Périgourdins, de Gascons, de Saintongeais, commandées par le capitaine Monluc, se sont emparées de Lisle-d'Albigeois et l'ont pillée, brûlant ses titres sur la place publique. En 1561, les protestants se sont emparés du couvent des Augustins dont la plupart des moines avaient adopté cette religion. Le 23 mai 1577, le capitaine Méric s'est emparé de la place. Le 23 mai 1578, elle est reprise par les catholiques. En 1579, une chambre de l'édit, ou mi-partie de Languedoc y est installée. Cette chambre a subsisté jusqu'au 1er avril 1585. Cette cour souveraine est rétablie par Louis XIII le 15 mai 1623, mais les protestants ont obtenu l'annulation de cette décision. Elle est transférée à Béziers le 4 juillet.
Des maladies contagieuses ont fait des ravages en 1348, 1361, 1425, 1548, 1587, 1632 et 1710.
La production et la vente du vin puis du pastel créèrent un riche marché qu'un port fluvial sur le Tarn ouvrait sur l'Europe du Nord.

### Période contemporaine
En 1945, présence d'un camp d'hébergement de familles polonaises (249 personnes),.
Toujours viticole, la ville est aujourd'hui un passage obligé du circuit des bastides du nord-ouest du Tarn et bénéficie de cette manne touristique.
Voir aussi l'affaire de Solages
En 2014, le début des travaux de construction du barrage de Sivens sur le territoire au nord de la commune, crée un affrontement entre « pro » et « anti-barrage » au retentissement national (Manifestation des 25 et 26 octobre 2014 contre le barrage de Sivens).

## Politique et administration

### Rattachements administratifs et électoraux
La commune est rattachée administrativement à l'arrondissement d'Albi. Elle est chef-lieu d'un canton jusqu'à sa suppression en 2015, date depuis laquelle elle appartient au canton de Vignobles et Bastides. Enfin, elle est rattachée à la deuxième circonscription du Tarn.
Commune faisant aussi partie depuis le 1er janvier 2017 de Gaillac Graulhet Agglo ancienne communauté d'agglomération du Rabastinois - Tarn et Dadou - Vère Grésigne et Pays Salvagnacois et faisait partie de l'ex- communauté de communes Tarn et Dadou depuis 2002.

### Administration municipale
Le nombre d'habitants au dernier recensement étant compris entre 3 500 et 4 999, le nombre de membres du conseil municipal est de vingt-sept.

### Politique de développement durable
La commune a engagé une politique de développement durable en lançant une démarche d'Agenda 21 en 2004.
La collecte et le traitement des déchets des ménages et des déchets assimilés ainsi que la protection et la mise en valeur de l'environnement se font dans le cadre de la communauté de communes Tarn et Dadou,.

## Jumelage
- Borja (Saragosse) (Espagne).
- La Puebla de Almoradiel (Espagne) Province de Tolède.

## Population et société

### Démographie
Ses habitants sont appelés les Lislois.

L'évolution du nombre d'habitants est connue à travers les recensements de la population effectués dans la commune depuis 1793. Pour les communes de moins de 10 000 habitants, une enquête de recensement portant sur toute la population est réalisée tous les cinq ans, les populations de référence des années intermédiaires étant quant à elles estimées par interpolation ou extrapolation. Pour la commune, le premier recensement exhaustif entrant dans le cadre du nouveau dispositif a été réalisé en 2007.

En 2022, la commune comptait 4 857 habitants, en évolution de +4,81 % par rapport à 2016 (Tarn : +2,52 %, France hors Mayotte : +2,11 %).
| 1793  | 1800  | 1806  | 1821  | 1831  | 1836  | 1841  | 1846  | 1851  |
| ----- | ----- | ----- | ----- | ----- | ----- | ----- | ----- | ----- |
| 4 170 | 5 230 | 4 581 | 4 680 | 5 065 | 5 119 | 4 951 | 4 985 | 4 926 |

| 1856  | 1861  | 1866  | 1872  | 1876  | 1881  | 1886  | 1891  | 1896  |
| ----- | ----- | ----- | ----- | ----- | ----- | ----- | ----- | ----- |
| 4 873 | 4 780 | 4 767 | 4 625 | 4 588 | 4 515 | 4 433 | 4 174 | 4 006 |

| 1901  | 1906  | 1911  | 1921  | 1926  | 1931  | 1936  | 1946  | 1954  |
| ----- | ----- | ----- | ----- | ----- | ----- | ----- | ----- | ----- |
| 3 883 | 3 797 | 3 607 | 3 193 | 3 182 | 3 376 | 3 291 | 3 288 | 3 213 |

| 1962  | 1968  | 1975  | 1982  | 1990  | 1999  | 2006  | 2007  | 2012  |
| ----- | ----- | ----- | ----- | ----- | ----- | ----- | ----- | ----- |
| 3 308 | 3 376 | 3 385 | 3 413 | 3 588 | 3 683 | 4 110 | 4 171 | 4 379 |

| 2017  | 2022  | - | - | - | - | - | - | - |
| ----- | ----- | - | - | - | - | - | - | - |
| 4 694 | 4 857 | - | - | - | - | - | - | - |

| selon la population municipale des années : | 1968 | 1975 | 1982 | 1990 | 1999 | 2006 | 2009 | 2013 |
| Rang de la commune dans le département      | 17   | 15   | 14   | 13   | 13   | 13   | 13   | 14   |
| Nombre de communes du département           | 326  | 324  | 324  | 324  | 324  | 323  | 323  | 323  |

### Enseignement
Lisle-sur-Tarn fait partie de l'académie de Toulouse.
La ville possède un collège qui porte le nom de l'écrivain JMG Le Clezio et qui a ouvert ses portes en septembre 2012.

### Culture et festivité
- Fêtes locale [Quand ?]
- Lisle Noir festival du polar[54].
- Festivals de musique  « les Arts Scénics », musée Raymond Lafage.
- Musée Raymond Lafage
- Musée Art du Chocolat, créé en 2001 par Michel Thomaso-Defos

### Sports
- La ville abrite l'Amicale Sportive Lisloise, club de rugby à XV. (stade de la Noyère, avenue Jean Jaurès)
- Le FC Vignoble 81 (Lisle sur Tarn / Rabastens / Couffouleux) est un club de football intercommunal qui utilise entre autres le stade de Mazérac à Lisle-sur-Tarn.

## Économie

### Revenus
En 2018, la commune compte 2 056 ménages fiscaux, regroupant 4 643 personnes. La médiane du revenu disponible par unité de consommation est de 20 520 € (20 400 € dans le département). 41 % des ménages fiscaux sont imposés (42,8 % dans le département).

### Emploi
|                | 2008  | 2013  | 2018 |
| -------------- | ----- | ----- | ---- |
| Commune        | 7 %   | 8,4 % | 10 % |
| Département    | 8,2 % | 9,9 % | 10 % |
| France entière | 8,3 % | 10 %  | 10 % |

En 2018, la population âgée de 15 à 64 ans s'élève à 2 778 personnes, parmi lesquelles on compte 74,5 % d'actifs (64,5 % ayant un emploi et 10 % de chômeurs) et 25,5 % d'inactifs,. En  2018, le taux de chômage communal (au sens du recensement) des 15-64 ans est supérieur à celui du département et de la France, alors qu'en 2008 la situation était inverse.
La commune fait partie de la couronne de l'aire d'attraction de Toulouse, du fait qu'au moins 15 % des actifs travaillent dans le pôle,. Elle compte 1 103 emplois en 2018, contre 933 en 2013 et 892 en 2008. Le nombre d'actifs ayant un emploi résidant dans la commune est de 1 813, soit un indicateur de concentration d'emploi de 60,8 % et un taux d'activité parmi les 15 ans ou plus de 53,8 %.
Sur ces 1 813 actifs de 15 ans ou plus ayant un emploi, 558 travaillent dans la commune, soit 31 % des habitants. Pour se rendre au travail, 81,9 % des habitants utilisent un véhicule personnel ou de fonction à quatre roues, 6,5 % les transports en commun, 5,5 % s'y rendent en deux-roues, à vélo ou à pied et 6,2 % n'ont pas besoin de transport (travail au domicile).

### Activités hors agriculture

#### Secteurs d'activités
369 établissements sont implantés  à Lisle-sur-Tarn au 31 décembre 2019. Le tableau ci-dessous en détaille le nombre par secteur d'activité et compare les ratios avec ceux du département,.
| Secteur d'activité                                                                                        | Commune | Commune | Département |
| Secteur d'activité                                                                                        | Nombre  | %       | %           |
| --- | ------- | ------- | ----------- |
| Ensemble                                                                                                  | 369     | 100 %   | (100 %)     |
| Industrie manufacturière, industries extractives et autres                                                | 45      | 12,2 %  | (13 %)      |
| Construction                                                                                              | 45      | 12,2 %  | (12,5 %)    |
| Commerce de gros et de détail, transports, hébergement et restauration                                    | 82      | 22,2 %  | (26,7 %)    |
| Information et communication                                                                              | 7       | 1,9 %   | (2,1 %)     |
| Activités financières et d'assurance                                                                      | 15      | 4,1 %   | (3,3 %)     |
| Activités immobilières                                                                                    | 20      | 5,4 %   | (4,2 %)     |
| Activités spécialisées, scientifiques et techniques et activités de services administratifs et de soutien | 57      | 15,4 %  | (13,8 %)    |
| Administration publique, enseignement, santé humaine et action sociale                                    | 62      | 16,8 %  | (15,5 %)    |
| Autres activités de services                                                                              | 36      | 9,8 %   | (9 %)       |

Le secteur du commerce de gros et de détail, des transports, de l'hébergement et de la restauration est prépondérant sur la commune puisqu'il représente 22,2 % du nombre total d'établissements de la commune (82 sur les 369 entreprises implantées  à Lisle-sur-Tarn), contre 26,7 % au niveau départemental.

#### Entreprises et commerces
Les cinq entreprises ayant leur siège social sur le territoire communal qui génèrent le plus de chiffre d'affaires en 2020 sont : 
- La Résidence : Maison De Retraite, hébergement médicalisé pour personnes âgées (3 438 k€)
- Garage Fauroux SARL, transports routiers réguliers de voyageurs (2 158 k€)
- SARL Saint Exupery, commerce de voitures et de véhicules automobiles légers (607 k€)
- EURL De la RN 88, entretien et réparation de véhicules automobiles légers (523 k€)
- À la Bonne Franquette, commerce de détail de viandes et de produits à base de viande en magasin spécialisé (523 k€)

### Agriculture
La commune est dans le Gaillacois, une petite région agricole au sous-sol argilo-graveleux et/ou calcaire dédiée à la viticulture depuis plus de 2000 ans, située dans le centre-ouest du département du Tarn. En 2020, l'orientation technico-économique de l'agriculture  sur la commune est la polyculture et/ou le polyélevage. 
|               | 1988  | 2000  | 2010  | 2020  |
| ------------- | ----- | ----- | ----- | ----- |
| Exploitations | 218   | 134   | 98    | 93    |
| SAU (ha)      | 5 009 | 4 492 | 4 092 | 4 613 |

Le nombre d'exploitations agricoles en activité et ayant leur siège dans la commune est passé de 218 lors du recensement agricole de 1988  à 134 en 2000 puis à 98 en 2010 et enfin à 93 en 2020, soit une baisse de 57 % en 32 ans. Le même mouvement est observé à l'échelle du département qui a perdu pendant cette période 58 % de ses exploitations,. La surface agricole utilisée sur la commune a également diminué, passant de 5009 ha en 1988 à 4613 ha en 2020. Parallèlement la surface agricole utilisée moyenne par exploitation a augmenté, passant de 23 à 50 ha.

## Culture et patrimoine

### Lieux et monuments

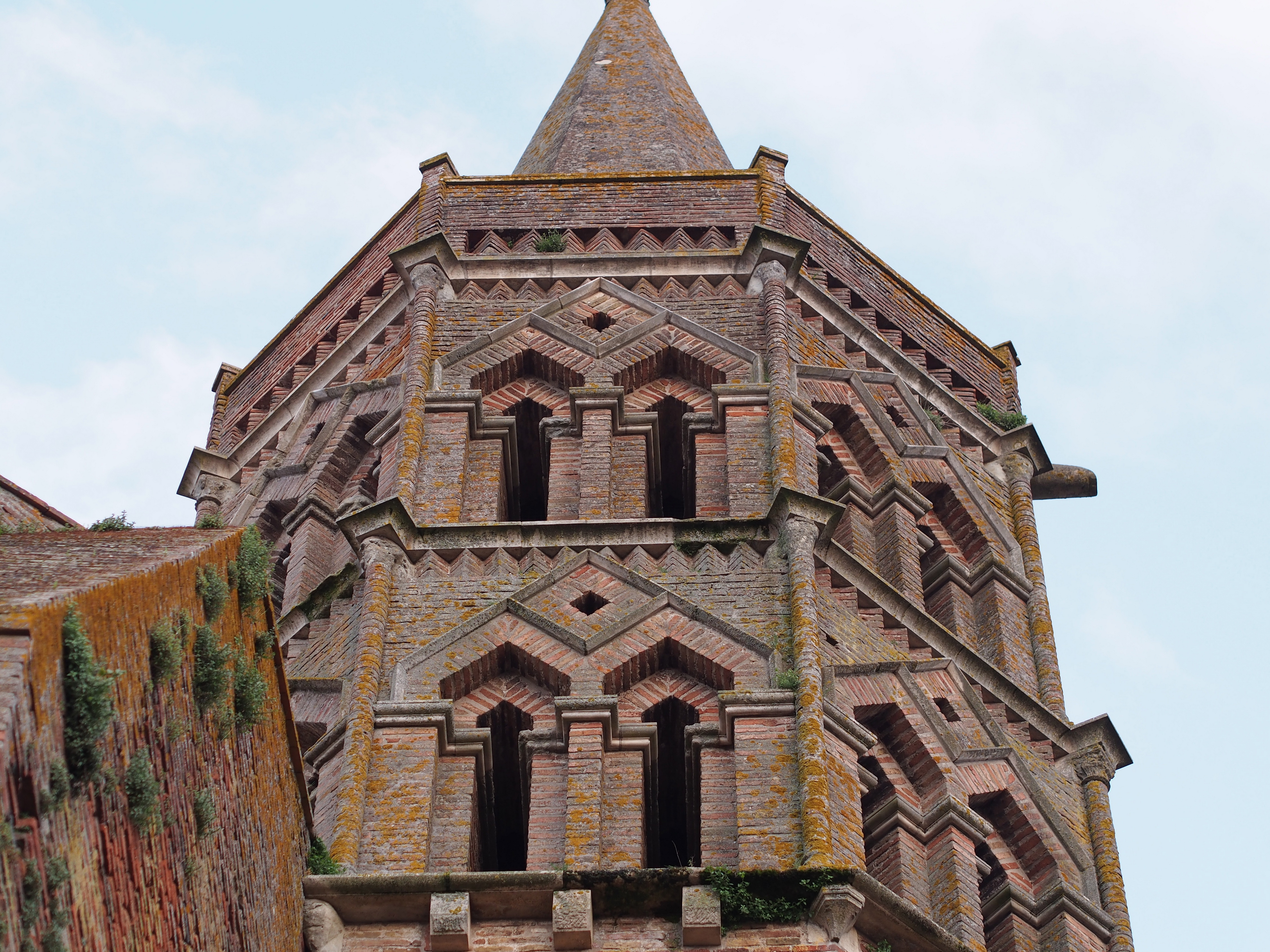
Le clocher de l'église Notre-Dame de la Jonquière.

- La Fontaine du Griffoul. Le Griffoul a été réalisé entre 1250 et 1270 : il a occupé la place centrale de Lisle-sur-Tarn du XIIIe au XIXe siècle. À la fin du XIXe siècle, la fontaine a été installée dans le parc Rochegude à Albi, à la suite d'une délibération du conseil municipal de Lisle-sur-Tarn du 9 mai 1881 faisant don de la fontaine à la ville d'Albi. Pour permettre de mener à terme la restauration de la place médiévale de Lisle-sur-Tarn, le retour de la fontaine à sa place d'origine a été approuvé (délibération du conseil municipal d'Albi des 15 juillet 1991 et 29 mai 2000, protocole d'accord entre les deux communes du 8 septembre 2000, délibération du conseil municipal de Lisle-sur-Tarn du 27 mars 2000). elle est depuis devenue une jardinière en attendant le mécénat pour sa réfection. Les angelots, pris dans le calcaire de l'eau, sont déposés depuis 2018 au fond d'un atelier…
- Le véritable patrimoine de cette ville réside dans son tracé de rues disposées perpendiculairement de manière régulière, constituant quatre quartiers délimités par quatre portes fortifiées. Avec ses 4 425 m2, sa place centrale est l'une des plus vastes places à couverts des bastides du Sud-Ouest. Les façades sont en briques rouges ou à colombages.
- L'église Notre-Dame de la Jonquière, construite aux XIIIe et XIVe siècles, est classée monument historique depuis 1886[60]. De nombreux objets sont référencés dans la base Palissy (voir les notices liées)[60].
- Église Notre-Dame d'Oustrières.
- Église Notre-Dame de Montégut.

Dans la butte qui supporte l'église s'ouvre un souterrain composé d'une galerie longue de 3,5 m se terminant en cul-de-sac. À 200 m environ de ce site, existence probable d'une motte.

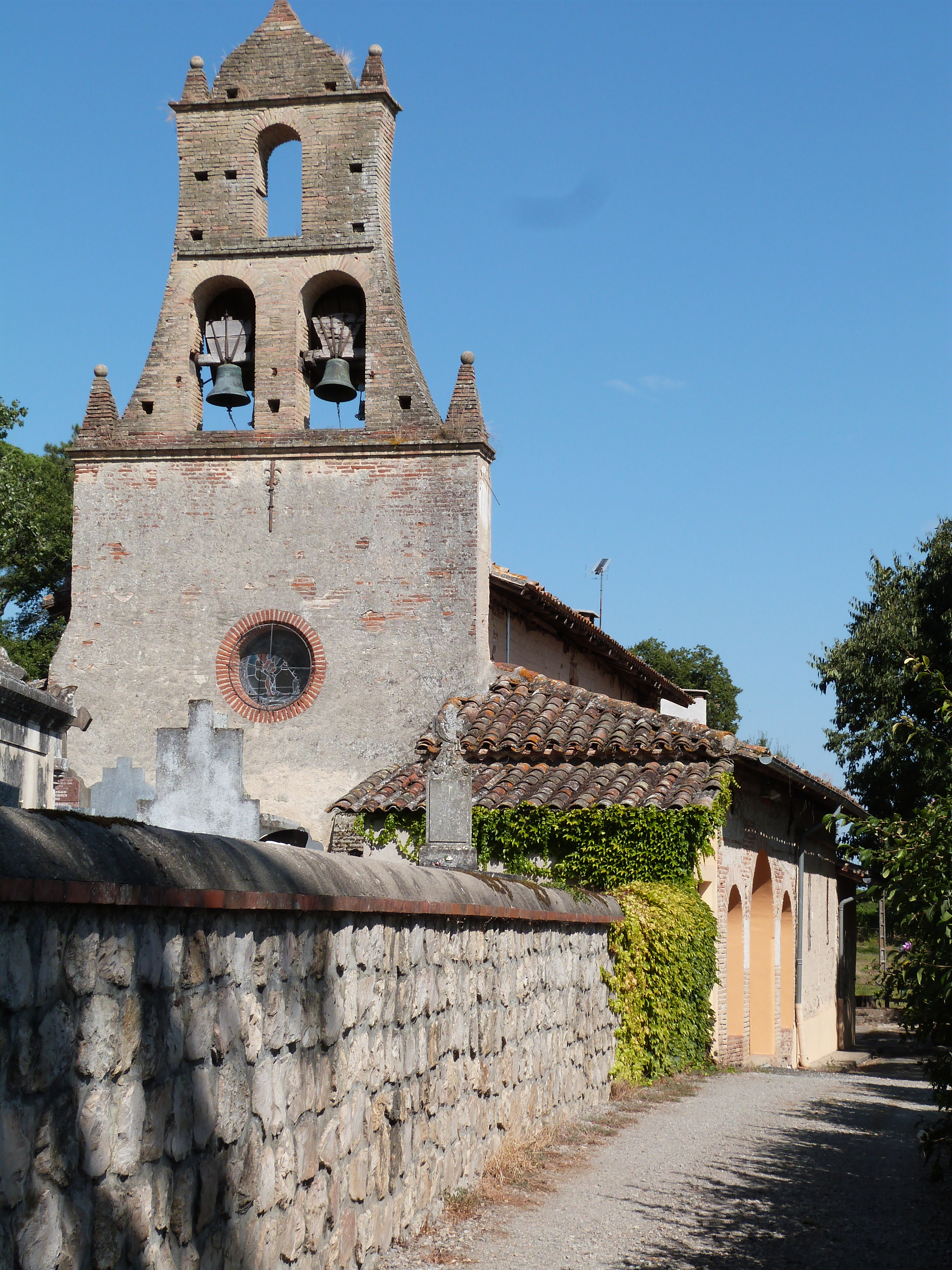
Église Saint-Pierre-et-Saint-Blaise de Saurs.

- Église Saint-Étienne de Saint-Étienne-de-Vionan.
- Église Saint-Gérard de Saint-Gérard-d'Armissard.
- Église Saint-Pierre de Lapeyrière.
- Église Saint-Pierre-ès-Liens de Convers.
- Église Saint-Pierre-et-Saint-Blaise de Saurs. L'édifice est référencé dans la base Mérimée et à l'Inventaire général Région Occitanie[62].
- Église Saint-Salvy de Saint-Salvy-de-Coutens.
- Église Saint-Vincent d'Avens.
- Le château de Saurs
- Le château de Gines.
- Le tumulus de Saint-Salvy de Coutens : motte de terre d'environ 10 m de haut, faite de main d'homme, dont la tradition rapporte qu'elle pourrait être la sépulture d'un général anglais… Il se trouve sur le trajet du GR de Pays. La légende selon laquelle un général anglais serait enterré sous un mégalithe se rencontre dans d'autres endroits de France.

Le site est en fait une motte qui supporte un calvaire, et sous laquelle, une tradition orale, relate la présence d'un souterrain.
- Pigeonnier de la « Croix-de-Molles » de type à pentes opposées[63],[64].
- Pigeonnier du château de Lastours à Lisle-sur-Tarn[65].

### Personnalités liées à la commune
- Jean-Baptiste Augustin de Gélis et Étienne Compayré députés.
- Marcel Cavaillé (1927-2013), homme politique, il est sénateur, secrétaire d'État, à l'origine de la création de la carte orange et d'un concours de projets ayant abouti à la réintroduction du tramway en France, connu sous le nom de concours Cavaillé.
- Raymond Lafage (1656-1684), dessinateur et graveur auquel la commune a consacré un musée.
- (Saint) Théodoric Balat (1858-1900), missionnaire franciscain mort martyr en Chine, canonisé en 2000.

### Héraldique
| Blason | Blasonnement : De gueules à la croix cléchée, vidée et pommetée de douze pièces d'or, accompagnée d'une rivière ondée d'argent mouvant de la pointe, au chef cousu d'azur chargé de trois fleurs de lys d'or. Commentaires : d'autres sources notent une rivière d'argent chargée d'une île de sable. |

## Pour approfondir